# Convention baptiste du Mozambique
La Convention baptiste du Mozambique (portugais : Convenção Baptista de Moçambique) est une association chrétienne évangélique d'églises baptistes au Mozambique.  Elle est affiliée à l’Alliance baptiste mondiale. Son siège est situé à Maputo. 

## Histoire
La Convention baptiste du Mozambique a ses origines dans une mission de la Convention baptiste portugaise en 1949.  Elle est officiellement fondée en 1957 . Selon un recensement de l’association, en 2023 elle disait avoir 866 églises et 173,200 membres.